# Deutsche Meisterschaften in der Nordischen Kombination 2005

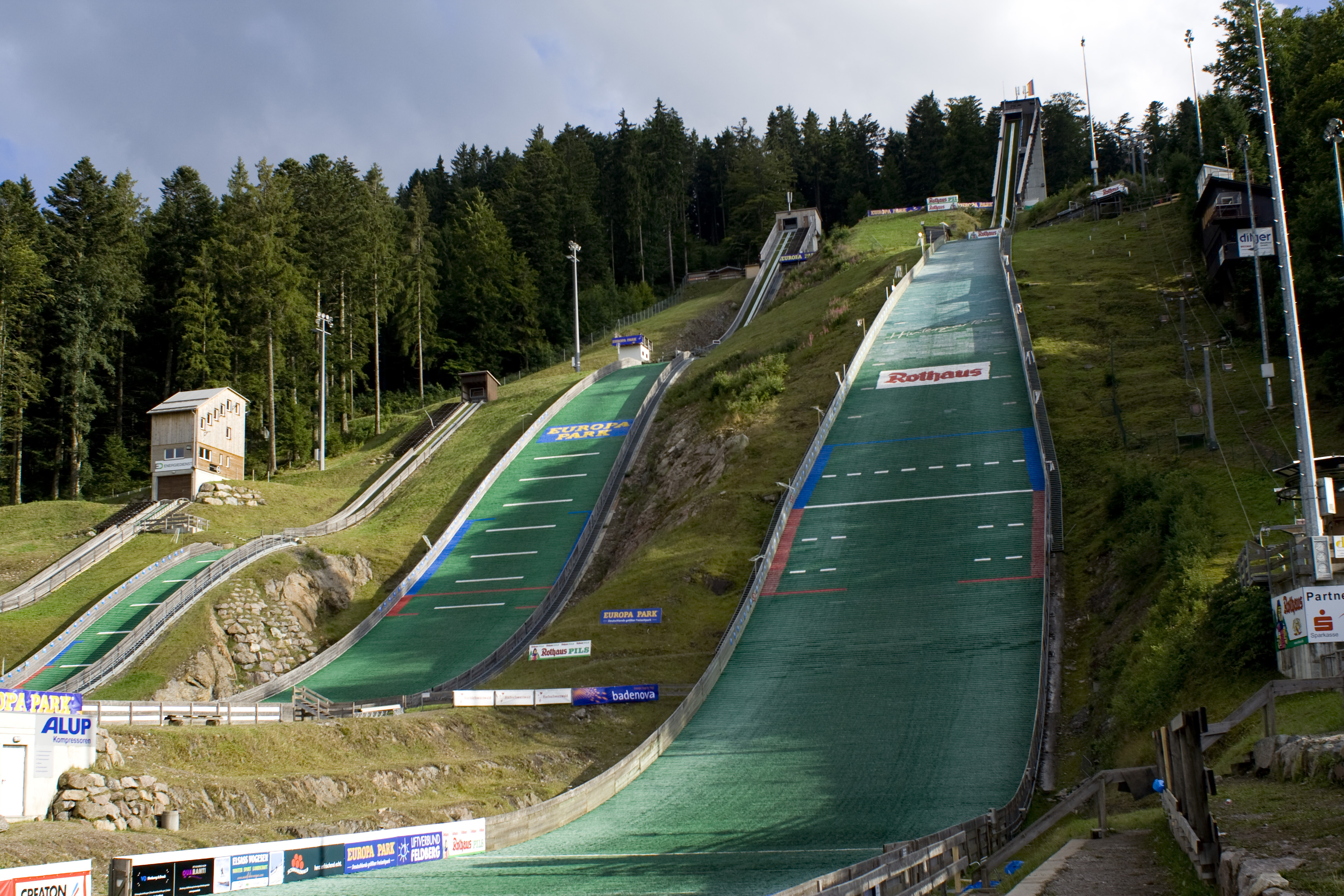
Rothausschanze in Hinterzarten

Die Deutschen Meisterschaften in der Nordischen Kombination 2005 fanden am 22. und 23. Juli 2005 im baden-württembergischen Hinterzarten statt. Der Veranstalter war der Deutsche Skiverband. Die Sprungläufe wurden auf der mit Matten belegten Rothausschanze ausgetragen. Es fand ein Gundersen-Wettkampf sowie ein Sprint statt.

## Ergebnisse

### Sprint Männer (HS 108/7,5 km)
Der Sprint fand am 22. Juli statt. Es nahmen 23 Athleten teil, darunter vier Gäste aus Österreich. Den besten Sprung zeigte Georg Hettich, während Jens Gaiser die beste Laufzeit aufweisen konnte.
| Platz | Name                | Verein                       | Sprungpunkte | Laufzeit | Rückstand |
| ----- | ------------------- | ---------------------------- | ------------ | -------- | --------- |
| 01.   | Jens Gaiser         | SV Mitteltal-Obertal, SBW    | 121,5        | 14:02,8  |           |
| 02.   | Stephan Münchmeyer  | WSV Oberhof, TSV             | 122,0        | 14:05,7  | +0:00,9   |
| 03.   | Georg Hettich       | ST Schonach, SBW             | 128,0        | 14:30,2  | +0:01,4   |
| 04.   | Marcel Höhlig       | WSV Oberhof, TSV             | 126,0        | 14:23,3  | +0:02,5   |
| 05.   | Ronny Ackermann     | Rhoener WSV, TSV             | 123,5        | 14:14,0  | +0:03,2   |
| 06.   | Matthias Mehringer  | SC Ruhpolding, BSV           | 119,5        | 14:44,9  | +0:50,1   |
| 07.   | Tino Edelmann       | SC Motor Zella-Mehlis, TSV   | 119,5        | 14:57,4  | +1:02,6   |
| 08.   | Matthias Menz       | SC Steinbach-Hallenberg, TSV | 118,0        | 14:53,4  | +1:04,6   |
| 09.   | Florian Schillinger | SV Baiersbronn, SBW          | 124,5        | 15:23,8  | +1:09,0   |
| 10.   | Jens Kaufmann       | SV Baiersbronn, SBW          | 110,5        | 14:40,7  | +1:21,9   |

### Einzel Männer (HS 108/15 km)
Der Einzelwettbewerb fand am 23. Juli in der Gundersen-Methode über 15 Kilometer statt. Während der spätere Sieger Marcel Höhlig die beste Sprungleistung zeigte, konnte Marc Frey die beste Laufzeit aufweisen. Letzterer hatte seine Chancen bereits nach dem Springen zunichtegemacht und wurde schließlich Sechzehnter.
| Platz | Name                | Verein                       | Sprungpunkte | Laufzeit | Rückstand |
| ----- | ------------------- | ---------------------------- | ------------ | -------- | --------- |
| 01.   | Marcel Höhlig       | WSV Oberhof, TSV             | 261,0        | 26:50,2  |           |
| 02.   | Tino Edelmann       | SC Motor Zella-Mehlis, TSV   | 247,5        | 26:24,1  | +0:27,9   |
| 03.   | Georg Hettich       | ST Schonach, SBW             | 251,0        | 26:47,6  | +0:37,4   |
| 04.   | Jens Gaiser         | SV Mitteltal-Obertal, SBW    | 240,0        | 26:07,6  | +0:41,4   |
| 05.   | Björn Kircheisen    | WSV Johanngeorgenstadt, SVS  | 236,0        | 26:20,0  | +1:09,8   |
| 06.   | Jens Kaufmann       | SV Baiersbronn, SBW          | 237,5        | 26:26,3  | +1:10,1   |
| 07.   | Matthias Menz       | SC Steinbach-Hallenberg, TSV | 224,5        | 27:05,5  | +1:21,3   |
| 08.   | Florian Schillinger | SV Baiersbronn, SBW          | 248,0        | 27:20,2  | +1:22,0   |
| 09.   | Ronny Ackermann     | Rhöner WSV Dermbach, TSV     | 224,5        | 26:10,2  | +1:46,0   |
| 10.   | Stephan Münchmeyer  | WSV Oberhof, TSV             | 235,5        | 26:54,4  | +1:46,2   |

### Sprint Junioren (HS 108/7,5 km)
Der Sprint, bei dem 23 Junioren in die Wertung kamen, fand am 22. Juli statt. Juniorenmeister wurde Toni Englert.
| Platz | Name         | Verein                      | Sprungpunkte | Laufzeit | Rückstand |
| ----- | ------------ | --------------------------- | ------------ | -------- | --------- |
| 01.   | Toni Englert | WSV Johanngeorgenstadt, SVS | 117,5        | 15:18,4  |           |
| 02.   | Stefan Tuss  | SK Winterberg, WSV          | 116,5        | 15:33,2  | +0:18,8   |
| 03.   | Ruben Welde  | SC Sohland, SVS             | 108,5        | 15:37,4  | +0:55,0   |
| 04.   | Tom Beetz    | SV Biberau, TSV             | 096,5        | 15:04,6  | +1:10,2   |
| 05.   | Kevin Röhder | VSC Klingenthal, SVS        | 112,5        | 16:15,9  | +1:17,5   |

### Einzel Junioren (HS 108/15 km)
Der Einzelwettbewerb fand am 23. Juli in der Gundersen-Methode über 15 Kilometer statt. Es kamen 20 Junioren in die Wertung. Juniorenmeister wurde Stefan Tuss.
| Platz | Name         | Verein                      | Sprungpunkte | Laufzeit | Rückstand |
| ----- | ------------ | --------------------------- | ------------ | -------- | --------- |
| 01.   | Stefan Tuss  | SK Winterberg, WSV          | 248,0        | 27:21,0  |           |
| 02.   | Toni Englert | WSV Johanngeorgenstadt, SVS | 243,0        | 27:20,4  | +0:19,4   |
| 03.   | Tom Beetz    | SV Biberau, TSV             | 225,0        | 27:40,8  | +1:51,8   |
| 04.   | Eric Müller  | WSV Johanngeorgenstadt, SVS | 215,5        | 27:22,0  | +2:11,0   |
| 05.   | Ruben Welde  | SC Sohland, SVS             | 219,5        | 27:42,9  | +2:15,9   |